# Присно
Присно (бел. Прысно) — агрогородок в Приснянском сельсовете Ветковского района Гомельской области Республики Беларусь. Административный центр Приснянского сельсовета.
Рядом с деревней есть залежи глины.

## География

### Расположение
В 24 км на северо-запад от Ветки, 17 км от железнодорожной станции Костюковка (на линии Гомель — Жлобин), 25 км от Гомеля.

### Гидрография
На востоке мелиоративные каналы.

## Транспортная сеть
Автодорога связывает деревню с Веткой. Планировка состоит из криволинейной улицы почти меридиональной ориентации, к которой на севере присоединяются с запада и востока короткие улицы. На юге почти параллельно главной расположены 2 короткие прямолинейные улицы. Застройка двусторонняя, деревянная, усадебного типа.

## История
Выявленные археологами городище железного века (VII—III веков до н. э., на северной окраине), городище (местное название Фолкин Рог, 2,5 км на восток от деревни, в урочище Барок), поселения эпохи неолита и бронзового века (0,3 и 1,5 км на восток, 1,5 и 0,3 км на северо-восток, 0,3 км на юг от деревни) свидетельствуют о заселении этих мест с давних времён. По письменным источникам известна с XV века. В 1471 году упомянута как село во владении Е.Хурсовича. В 1481 году упомянута в книге записей князей Литовских. Согласно инвентарю Гомельского староства 1640-х годов владение Гомельского ротмистра К. Ленского на большаке Рогачёв — Гомель. В 1752 году упоминается в актах Главного Литовского трибунала.
После 1-го раздела Речи Посполитой (1772 год) в составе Российской империи. Согласно ревизским материалам 1859 года владение графа Чернышова-Кругликова. В результате пожара 31 августа 1883 года сгорели 42 двора. В 1886 году располагались Свято-Николаевская церковь, ветряная мельница. Согласно переписи 1897 года располагались: церковно-приходская школа, хлебозапасный магазин (с 1881 года), 3 ветряные мельницы, трактир, круподробилка. Рядом был одноимённый хутор. В 1889 году открыто 2-х классное училище, а Могилёвское братство выделило на его содержание 1921 рубль. В 1909 году в Дудитской волости Рогачёвского уезда Могилёвской губернии, 2070 десятин земли, церковь (деревянная), школа, мельница.
В 1926 году работали почтовое отделение, изба-читальня, отделение потребительской кооперации, начальная школа. С 8 декабря 1926 года центр Приснянского сельсовета Ветковского, с 25 декабря 1962 года Гомельского, с 6 января 1965 года Ветковского районов Гомельского округа (до 26 июля 1930 года), с 20 февраля 1938 года Гомельской области. В 1928 году организован колхоз имени К. Я. Ворошилова, действовали кирпичный завод и кузница, 7 ветряных мельниц. Во время Великой Отечественной войны оккупанты сожгли 90 дворов, убили 22 жителей. Освобождена 23 ноября 1943 года. В боях за деревню в 1943 году погибли 172 советских солдата (похоронены в братской могиле около школы). На фронтах и в партизанской борьбе погибли 132 жителя, в память о погибших в 1960 году около клуба установлена стела. В 1959 году центр колхоза «Искра». Размещались швейная мастерская, средняя школа (носит имя одного из первых сельских корреспондентов белорусских газет И. С. Лебедева, который погиб от рук бандитов, уроженец деревня Даниловичи), Дом культуры, библиотека, больница, аптека, детский сад, 3 магазина.

## Население

### Численность
- 2004 год — 230 хозяйств, 534 жителя.

### Динамика
- 1640-е — 26 жителей.
- 1886 год — 142 двора, 791 житель.
- 1897 год — 211 дворов, 1400 жителей (согласно переписи).
- 1909 год — 226 дворов, 1700 жителей.
- 1926 год — 325 дворов, 1659 жителей.
- 1940 год — 456 дворов.
- 1959 год — 1265 жителей (согласно переписи).
- 2004 год — 230 хозяйств, 534 жителя.

## Инфраструктура
- Консультативно-образовательный центр на базе амбулатории врача общей практики[1]

## Культура
- Дом культуры
- Музейная комната ГУО «Приснянская базовая школа»

## Достопримечательность
- Поселение периода неолита, бронзового века (первая четверть 1-го тыс. н. э.) —  Историко-культурная ценность Республики Беларусь, шифр 313В000166
- Братская могила (1943) —  Историко-культурная ценность Республики Беларусь, шифр 313Д000167
- Городище периода раннего железного века и поселение бронзового века (2-е тыс. до н. э. – 1-е тыс. н. э.) —  Историко-культурная ценность Республики Беларусь, шифр 313В000168